# Acaiatuca
Acaiatuca is een kevergeslacht uit de familie van de boktorren (Cerambycidae). De wetenschappelijke naam van het geslacht werd voor het eerst geldig gepubliceerd in 1992 door Martins & Galileo.

## Soorten
Acaiatuca omvat de volgende soorten:
- Acaiatuca denudata Galileo & Martins, 2001
- Acaiatuca quadricostata (Tippmann, 1953)